# Gong Myung
Kim Dong-hyun (hangul: 김동현; rr: Gim Dong-hyeon; MR: Kim Tong-hyŏn; nascido em 26 de maio de 1994), conhecido profissionalmente por seu nome artístico Gong Myung (hangul: 공명; rr: Gong Myeong; MR: Kong Myŏng), é um ator sul-coreano. É o irmão mais velho do cantor Doyoung. Também é membro do grupo de atores 5urprise.

## Filmografia

### Filmes
| Ano  | Título            | Papel              | Notas          |
| ---- | ----------------- | ------------------ | -------------- |
| 2013 | If You Were Me 6  | Seon-jae           |                |
| 2013 | Ice River         | Seon-jae           | Curta-metragem |
| 2014 | Futureless Things | Ki-cheol           |                |
| 2014 | A Girl at My Door | Kwon Son-oh        |                |
| 2016 | Su Saek           | Sang-woo           |                |
| 2019 | Extreme Job       | Detective Jae-Hoon |                |
| 2019 | Homme Fatale      | Yoo-Sang           |                |

### Televisão
| Ano       | Título              | Papel              | Rede | Notas                  |
| --------- | ------------------- | ------------------ | ---- | ---------------------- |
| 2015      | Splendid Politics   | Ja Gyung           | MBC  |                        |
| 2015–2016 | Beautiful You       | Cha Tae-woo        | MBC  |                        |
| 2016      | Mystery Freshman    | Lee Min-sung       | SBS  |                        |
| 2016      | Entertainer         | Kyle/Lee Bang-geul | SBS  | Elenco Principal       |
| 2016      | Drinking Solo       | Jin Gong-myung     | tvN  | Recorrente             |
| 2016      | We Got Married      | Ele mesmo          | MBC  | 4ª Temp. (Ep. 351-372) |
| 2017      | The Happy Loner     | Byeok-soo          | KBS2 | Elenco Principal       |
| 2017      | Law of the Jungle   | Ele mesmo          | SBS  | Ep. 247–255            |
| 2017      | The Bride of Habaek | Bi-ryum            | tvN  | Elenco Principal       |
| 2017      | Revolutionary Love  | Kwon Je-Hoon       | tvN  | Elenco Principal       |
| 2018      | Feel Good To Die    | Kang Joon-Ho       | KBS2 | Elenco Principal       |
| 2019      | Be Melodramatic     | Choo Jae-Hoon      | JTBC | Elenco Principal       |

### Web
| Ano  | Titulo                     | Papel        |
| ---- | -------------------------- | ------------ |
| 2013 | After School: Lucky or Not | Gong Myung   |
| 2013 | Infinite Power             | Han Soo-dong |

### Aparições em vídeos musicais
| Ano  | Canção         | Artista             |
| ---- | -------------- | ------------------- |
| 2012 | "Flashback"    | After School        |
| 2012 | "Venus"        | Hello Venus         |
| 2014 | "Three People" | Toy e Sung Si-kyung |
| 2014 | "Reset"        | Toy                 |

## Prêmios e indicações
| Ano  | Prêmio                                     | Categoria                                   | Trabalho nomeado | Resultado |
| ---- | ------------------------------------------ | ------------------------------------------- | ---------------- | --------- |
| 2017 | 53rd Baeksang Arts Awards                  | Best New Actor (TV)                         | Drinking Solo    | Indicado  |
| 2017 | 24th Asia Culture and Economy Grand Awards | Special Acting Award                        | Ele mesmo        | Venceu    |
| 2017 | 31st KBS Drama Awards                      | Best Actor in a One-Act/Special/Short Drama | The Happy Loner  | Indicado  |
| 2018 | 3rd Asia Artist Awards                     | Best Actor                                  | Ele mesmo        | Pendente  |